# Sergej Lagutin
Sergej Lagutin (Сергей Лагутин), född 14 januari 1981 i Fergana, Uzbekistan, är en professionell rysk-uzbekisk tävlingscyklist. Han vann U23-världsmästerskapen 2003. Lagutin tävlar för det nederländska WorldTour-stallet Vacansoleil-DCM.
Lagutin är flerfaldig vinnare av de uzbekiska mästerskapen i linjelopp och tempolopp.

## Amatörkarriär
Lagutin började tävlingscykla för cykellaget i Fergana 1992, men som 18-åring bestämde han sig för att testa lyckan i Europa och bosatte sig därför i Italien. Som amatör i Europa blev han tvåa i Paris-Roubaix Espoirs för U23-cyklister 2003, men fick slutligen segern eftersom vinnaren hade testat positivt för dopning.
Sergej Lagutin blev U23-världsmästare 2003 i Hamilton, Kanada framför Johan Vansummeren och Thomas Dekker.

## Proffskarriär
Året därpå, i januari 2004, blev Sergej Lagutin professionell med Landbouwkrediet-Colnago. Från 2006 till 2007 cyklade han för det amerikanska cykelstallet Navigators Insurance Cycling Team innan han återvände till Europa för att tävla för det svenskägda stallet Cycle Collstrop. När Cycle Collstrop lade ned efter säsongen 2008 blev han kontrakterad av Vacansoleil.
Lagutin vann den första etappen på International Rheinland-Pfalz Rundfahrt 2007. Inför nationsmästerskapen 2007 blev han rysk medborgare, vilket innebar att han fick tävla i de ryska nationsmästerskapen i stället för de uzbekiska. I sitt första ryska nationsmästerskap slutade han tolva. Några månader senare valde han att tävla för Uzbekistan igen och stod på startlinjen i världsmästerskapen i Stuttgart iklädd den uzbekiska nationsdräkten.
Under säsongen 2008 slutade Lagutin tvåa på etapper under Tour de Picardie och Skoda-Tour de Luxembourg. I mitten av juni samma säsong vann han de uzbekiska nationsmästerskapens linjelopp, vilket innebar att han fick en plats till Olympiska sommarspelen 2008, där han slutade på 51:a plats. Efter sin vinst i nationsmästerskapen åkte han vidare till Japan och Korea med det uzbekiska nationslaget och strax därpå hade han vunnit Tour of Korea-Japan plus etapp 5 av loppet. Han fortsatte säsongen med att sluta nia på Tour of Qinghai Lake i Kina.
I juni 2009 vann Lagutin de uzbekiska nationsmästerskapens linjelopp för fjärde gången i sin karriär. På nationsmästerskapens tempolopp slutade han på fjärde plats. Tidigare under säsongen slutade han på sjätte plats på Route du Sud, en placering han också tog på tävlingens tredje etapp. I juli slutade Lagutin på åttonde plats på etapp 4 av Tour de la Région Wallonne. Lagutin körde sin första Grand Tour under säsongen 2009 när han cyklade Vuelta a España 2009, men med anledning av sjukdom kunde han inte göra så bra ifrån sig som han hade önskat. Uzbeken slutade tävlingen på en 104:e plats.
Lagutin slutade på andra plats på etapp 3 av Vuelta Ciclista a Murcia 2010 bakom Luke Roberts. I maj samma år slutade han femma i slutställningen av Circuit de Lorraine 2010. Under säsongen blev han uzbekisk linjeloppsmästare. Han slutade också på femte plats på etapp 4 av Polen runt.
Under säsongen 2011 slutade Lagutin femma på Classic Loire Atlantique och blev sexa på etapp 1 av Critérium International. Lagutin körde Giro d’Italia 2011 som hjälpryttare och slutade på 91:a plats. Han slutade sexa på etapp 7 av Schweiz runt innan han tog segern i det uzbekiska linjeloppsmästerskapet. Han återvände till Europa och slutade på åttonde plats i Tour de la Région Wallonne. Lagutin slutade på sjätte plats på etapp 4 under Vuelta a Espana. Trots att han körde Vuelta a Espana för att hjälpa sina lagkamrater blev Lagutin den bäst placerade cyklisten från Vacansoleil-DCM med en 15:e plats i slutställningen.
Säsongen 2012 startade bra med en 12:e plats på etapp 2 av årets första lopp Tour Down Under. Några dagar senare slutade Lagutin nia på etapp 4 i det australiska loppet. Säsongen fortsatte med en femteplats på etapp 2 av Vuelta a Andalucia (Ruta del Sol), en tiondeplats på etapp 2 och fjärdeplats på etapp 4. Resultaten i den spanska tävlingen ledde till att han slutade på femte plats i loppet. Lagutin körde Giro d’Italia 2012 och slutade på 32:a plats i den italienska tävlingen. Under sommaren vann Lagutin den schweiziska cykeltävlingen GP Kanton Aargau Gippingen, innan han tog hem segern i det uzbekiska linjeloppsmästerskapen. I slutet av juli var Lagutin nära en bronsmedalj i Olympiska sommarspelen 2012, men slutade på femte plats i loppet efter en utbrytning.

## Meriter
2002
4:a, U23-världsmästerskapen - linjelopp
2003
U23-världsmästerskapen - linjelopp
Paris-Roubaix Espoirs
2004
 Nationsmästerskapens tempolopp
2:a, Uzbekiska nationsmästerskapens linjelopp
2005 – Landbouwkrediet-Colnago
 Nationsmästerskapens linjelopp
 Nationsmästerskapens tempolopp
Kampioenschap van Vlaanderen
2006 – Navigators Insurance Cycling Team
 Nationsmästerskapens linjelopp
 Nationsmästerskapens tempolopp
Etapp 3, GP Cycliste de Beauce
Poängtävlingen, Tour of Utah
3:a, Cascade Cycling Classic
Pro Cycling Tour (PCT) mästare – Commerce Bank Triple Crown of Cycling
2:a, Reading Classic
3:a, Lancaster Classic
3:a, GP Jef Scherens
2007 – Navigators Insurance Cycling Team
Etapp 1, Rheinland-Pfalz Rundfahrt
2:a, etapp 4, Tour Down Under
2:a Hel van het Mergelland
2:a Wachovia Series Lancaster
2:a, etapp 2, Tour of Toona
3:a, etapp 7, Tour of Georgia
3:a, etapp 4, Rheinland-Pfalz Rundfahrt
3:a, etapp 3, Tour de Beauce
10:a Rund um Köln
2008 Cycle Collstrop
 Nationsmästerskapens linjelopp
Tour of Korea-Japan
Etapp 5, Tour of Korea-Japan
2:a, etapp 2, Tour de Picardie
2:a, etapp 2, Skoda-Tour de Luxembourg
4:a, Tour de Picardie
2009 Vacansoleil
 Nationsmästerskapens linjelopp
2010
 Nationsmästerskapens linjelopp
2:a, etapp 3, Vuelta Ciclista a Murcia
4:a, Nationsmästerskapens tempolopp
2011
 Nationsmästerskapens linjelopp
2012
Grosser Preis des Kantons Aargau
 Nationsmästerskapens linjelopp
5:a, Olympiska sommarspelen 2012 - linjelopp

## Stall
- Landbouwkrediet-Colnago 2004–2005
- Navigators Insurance Cycling Team 2006–2007
- Cycle Collstrop 2008
- Vacansoleil 2009–